# Lagunas de Guanacache
Les lagunas de Guanacache connues aussi sous le nom de bañados de Guanacache ou de Huanacache, en Argentine, sont une grande zone humide située au nord-est de la province de Mendoza, au sud-est de celle de San Juan, et au nord-ouest de celle de San Luis, dans la région appelée Cuyo.
Les coordonnées de la zone sont : 32° 20′ S, 68° 30′ O (entre 32° et 32° 35′ de latitude sud, et de 68° 33′ à 68° 42′ de longitude ouest).

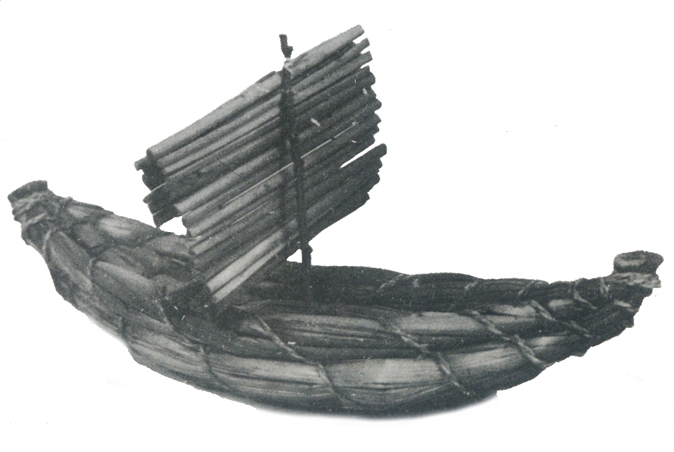
Canoë Huarpe Huanacache - Museo de Ciencias Naturales y Antropológicas Cornelio Moyano, Mendoza - Argentina

## Géographie

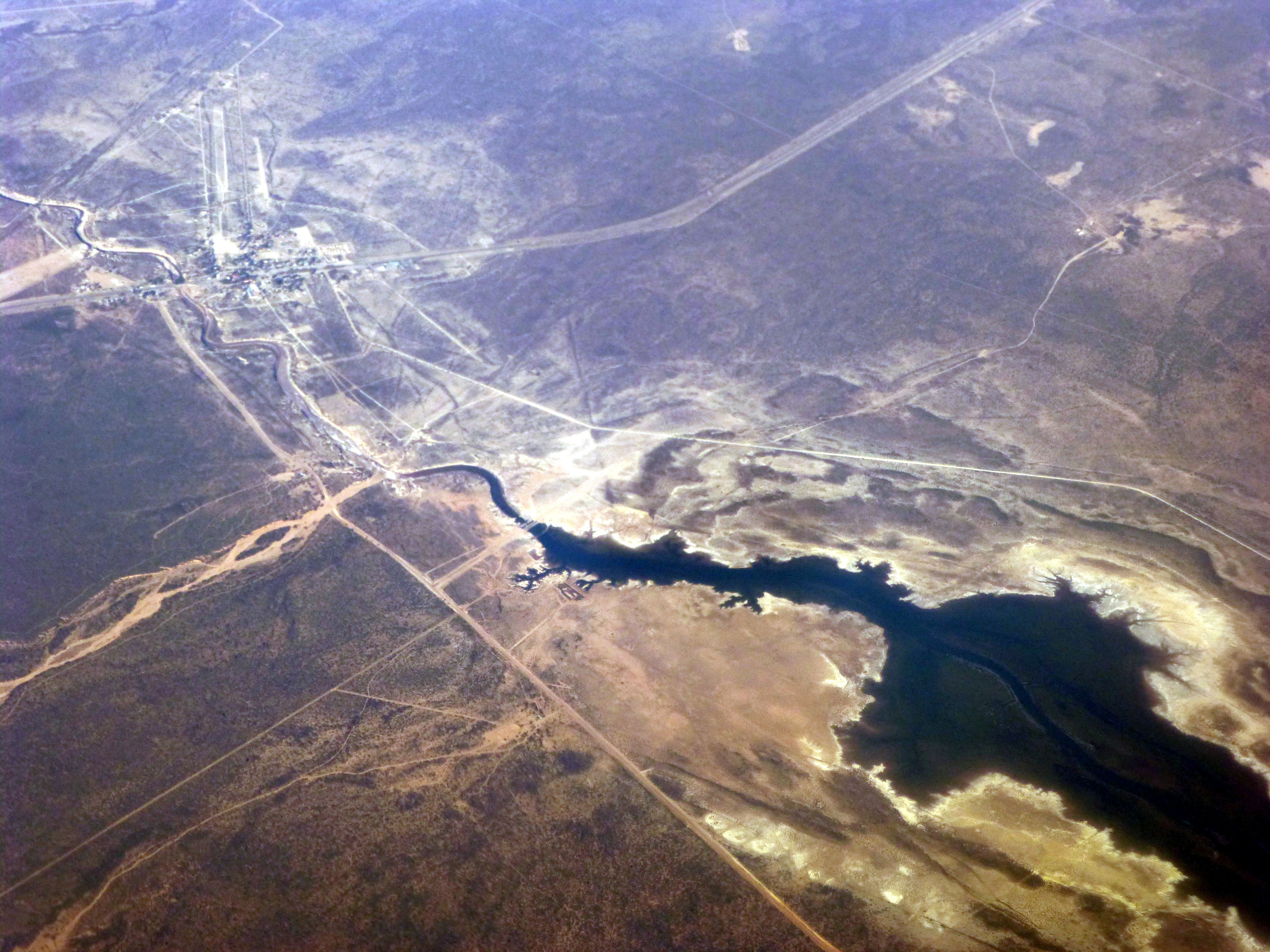
Pointe sud de la zone humide de Guanacache, vue depuis le nord. Province de San Luis à gauche (est), province de Mendoza à droite (ouest) avec le village de Desaguadero

La zone a une superficie de plus ou moins 5 800 km2. Elle est formée par la confluence dans une vaste dépression des eaux du río Bermejo-Vinchina lui-même alimenté par le Jáchal et des ríos Mendoza et San Juan. Une partie des lagunes se trouve dans le parc national Sierra de las Quijadas.
En période de crue, l'excédent d'eau sort de la zone par le río Desaguadero qui est donc l'émissaire des lagunes.

## La flore
La flore est riche et variée. La strate arborée est avant tout représentée par l'algarrobo dulce (Prosopis flexuosa) et le chañar (Geoffroea decorticans). Parmi les arbustes, on peut citer les jarillas (Larrea ssp.), la chilca (Baccharis ssp.), l'alpataco (prosopis alpataco) et la zampa (Atriplex ssp.) La végétation des marais est représentée, entre autres, par le junco (Scirpus californicus) et la totora (Typha domingensis).

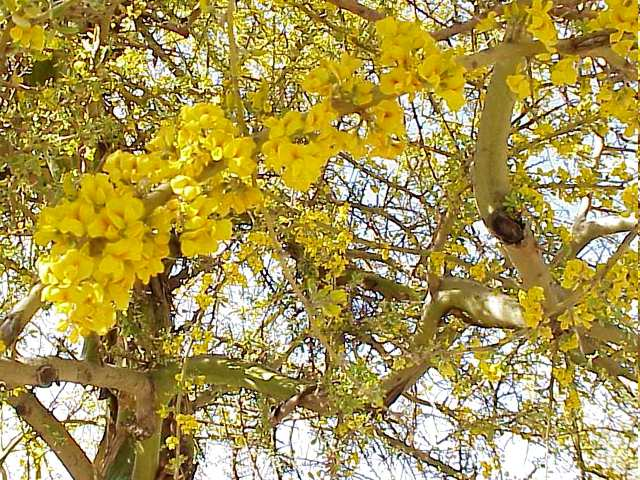
Chañar ou Geoffroea decorticans.
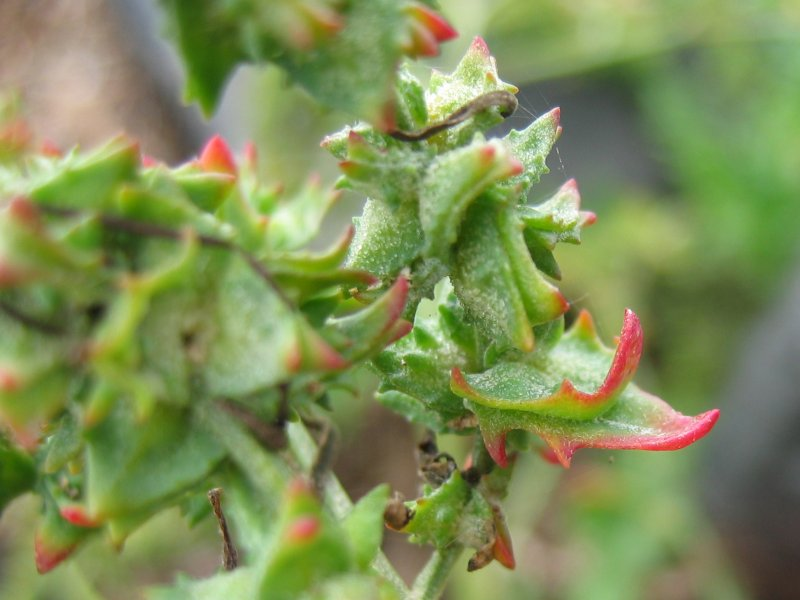
Atriplex.
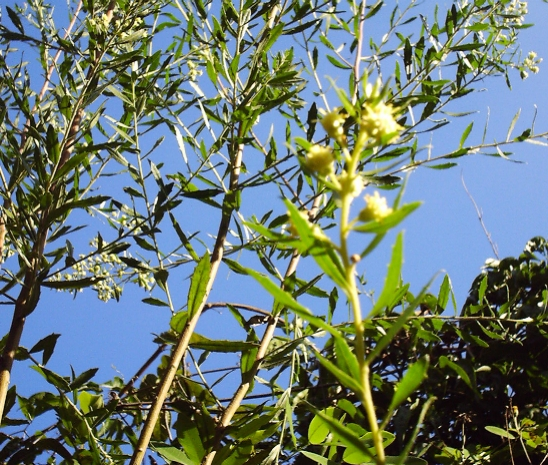
Baccharis dracunculifolia (ou chilca).

Parmi les herbacées on peut citer pour sa valeur auprès des populations locales le junquillo (sporobolus rigens), utilisé en vannerie et pour divers artisanats.

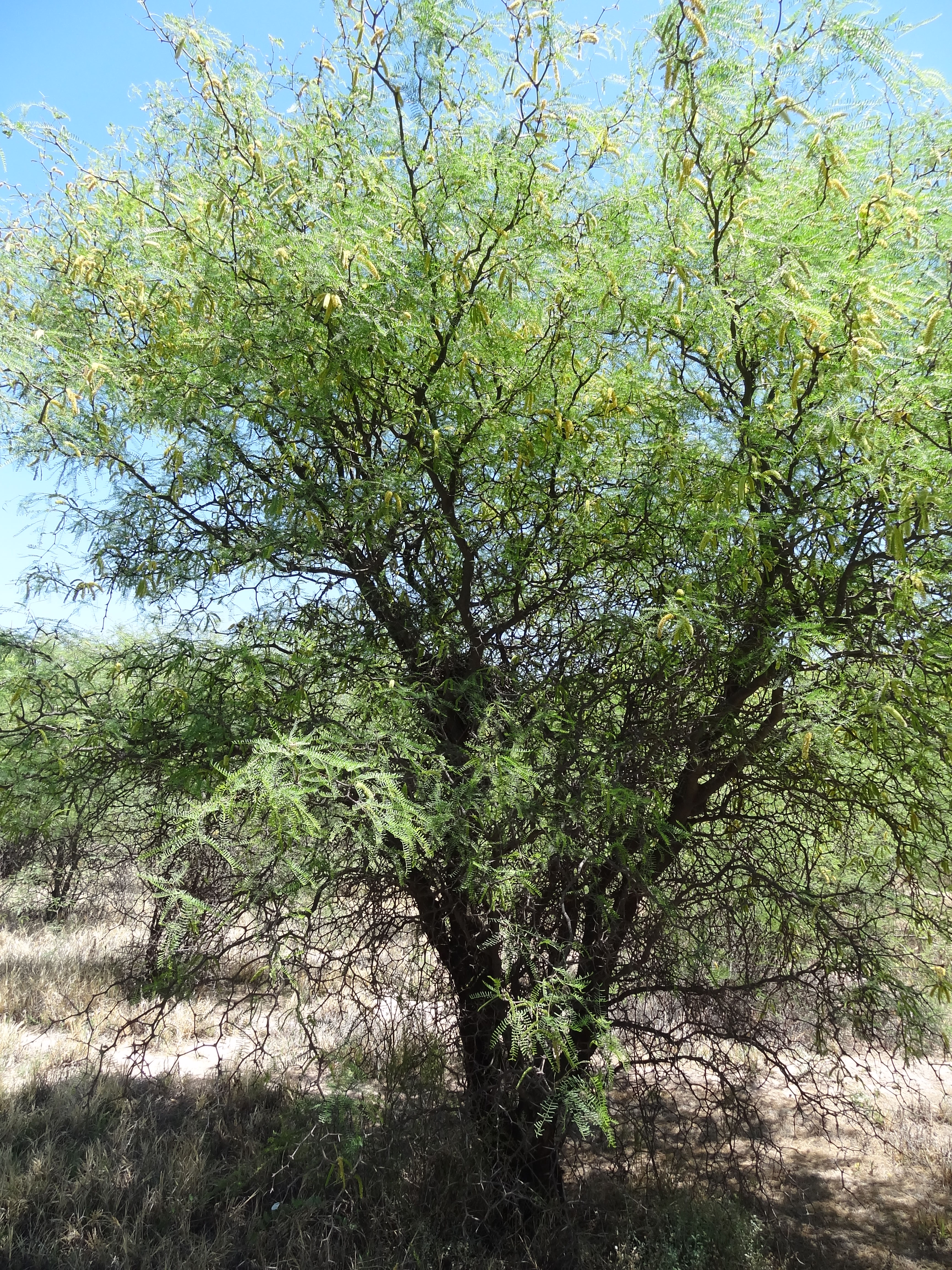
Prosopis flexuosa ou Algarrobo.
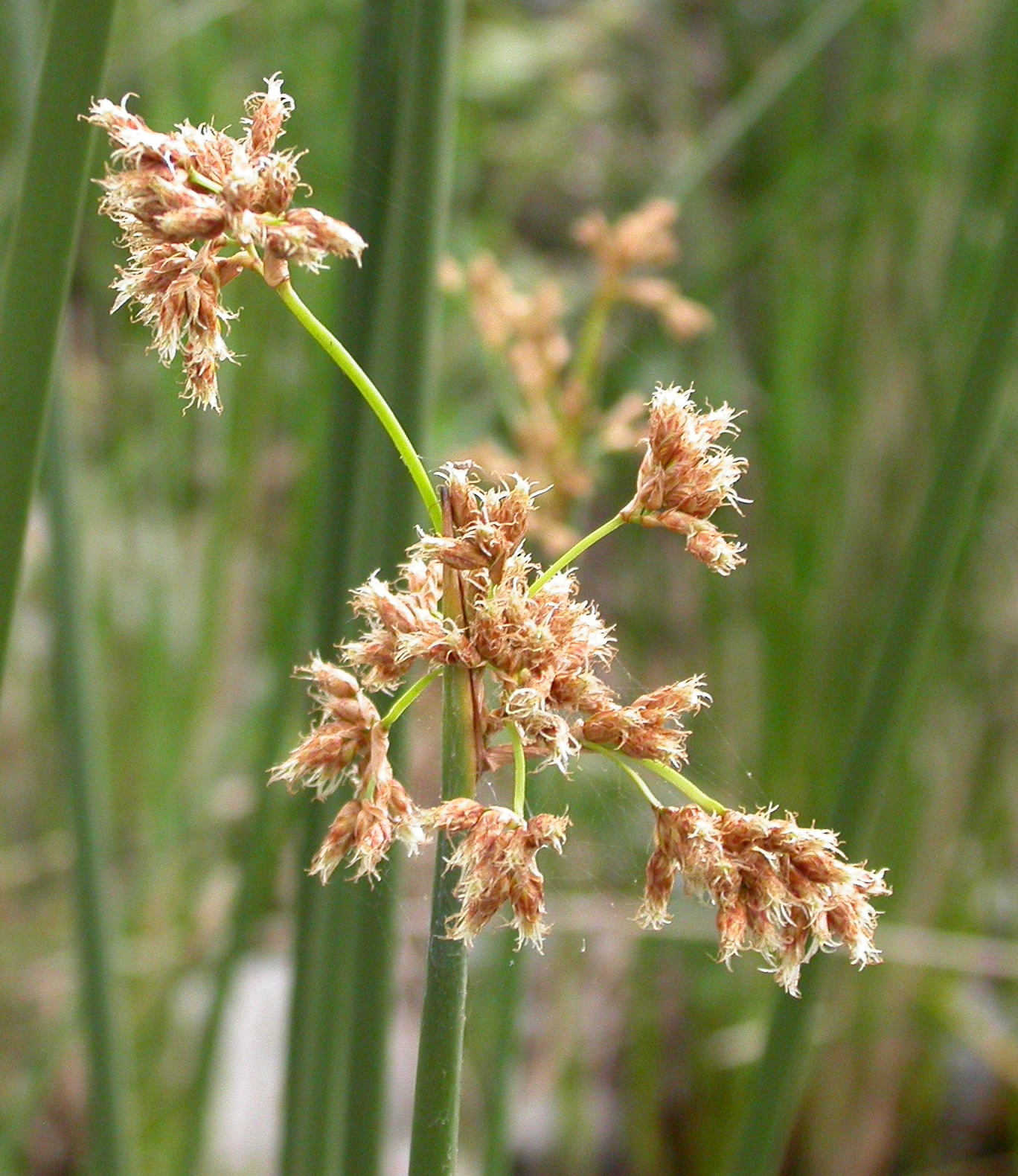
Fleur de totora ou scirpus californicus
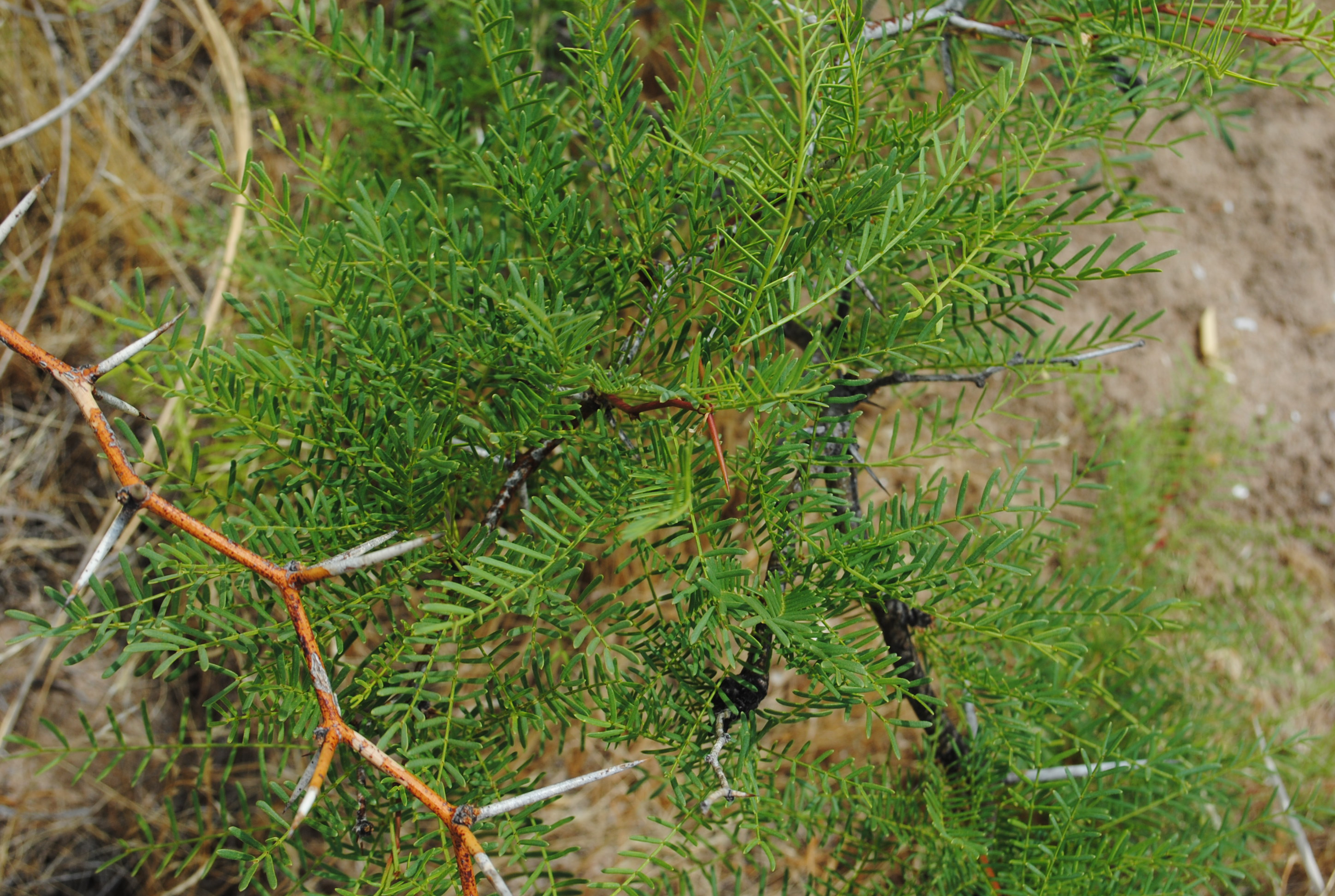
Alpataco ou Prosopis alpataco

## La faune
Parmi les espèces les plus représentatives de la faune sylvestre on peut citer plusieurs édentés (grand tatou velu (peludo), pichi, mataco (quirquincho bola), tatou nain d'Argentine (pichi ciego), ainsi que des félins tels le chat de Geoffroy (appelé ici gato montés), le chat des pampas et le colocolo, le jaguarondi (ou eyra) et le puma.

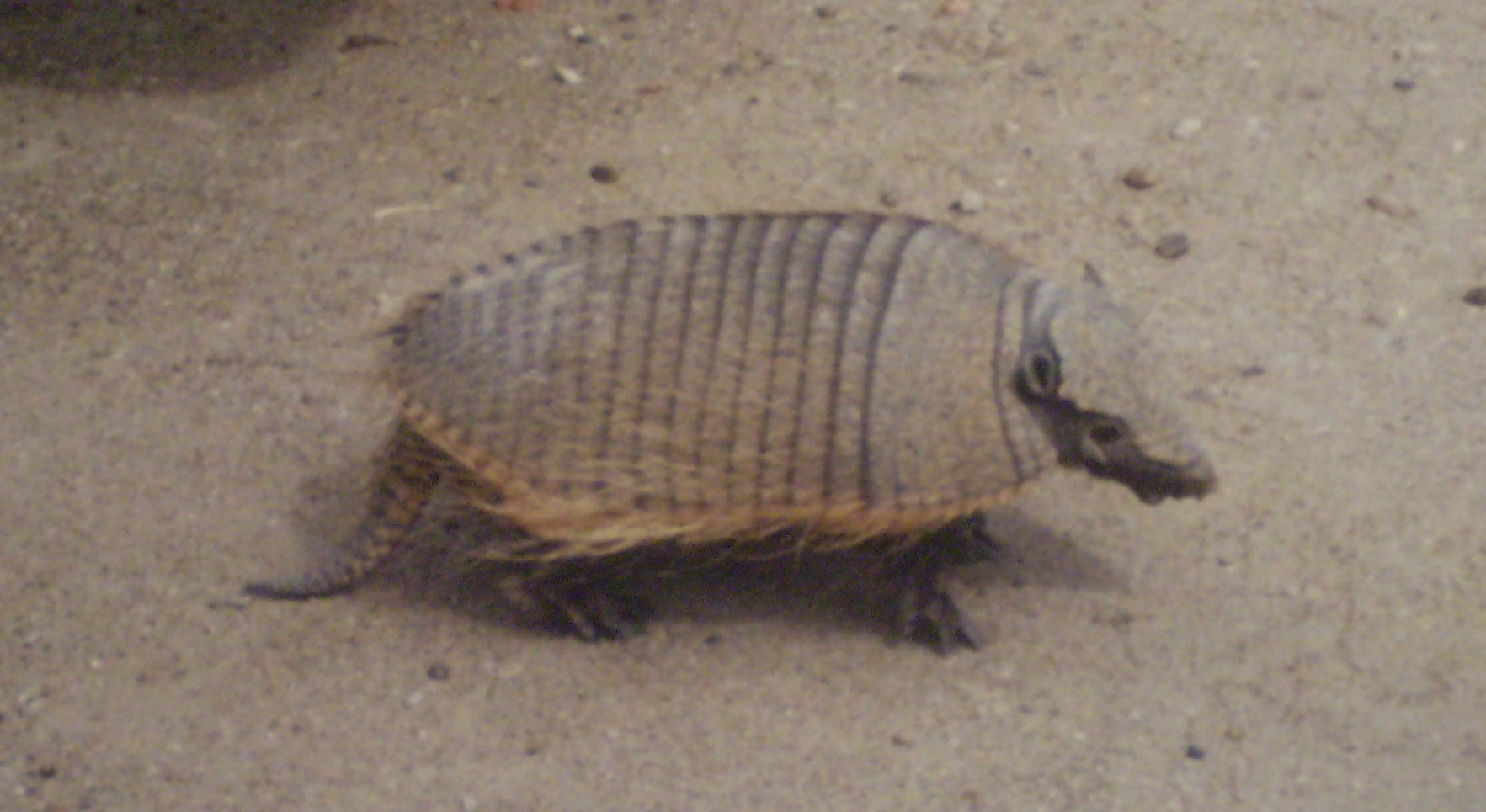
grand tatou velu (ou peludo).
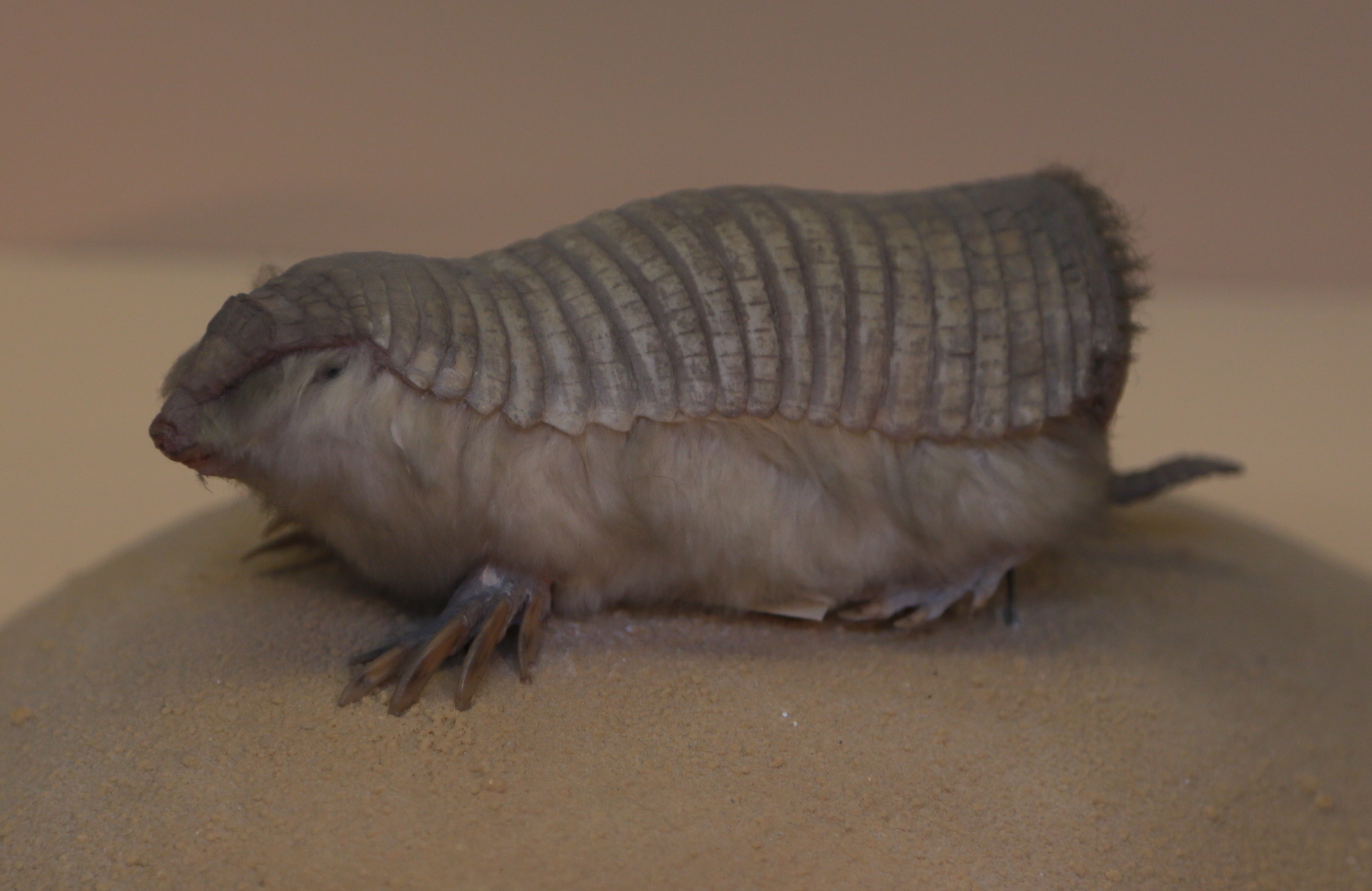
Tatou nain d'Argentine ou pichi ciego (chlamyphorus truncatus).
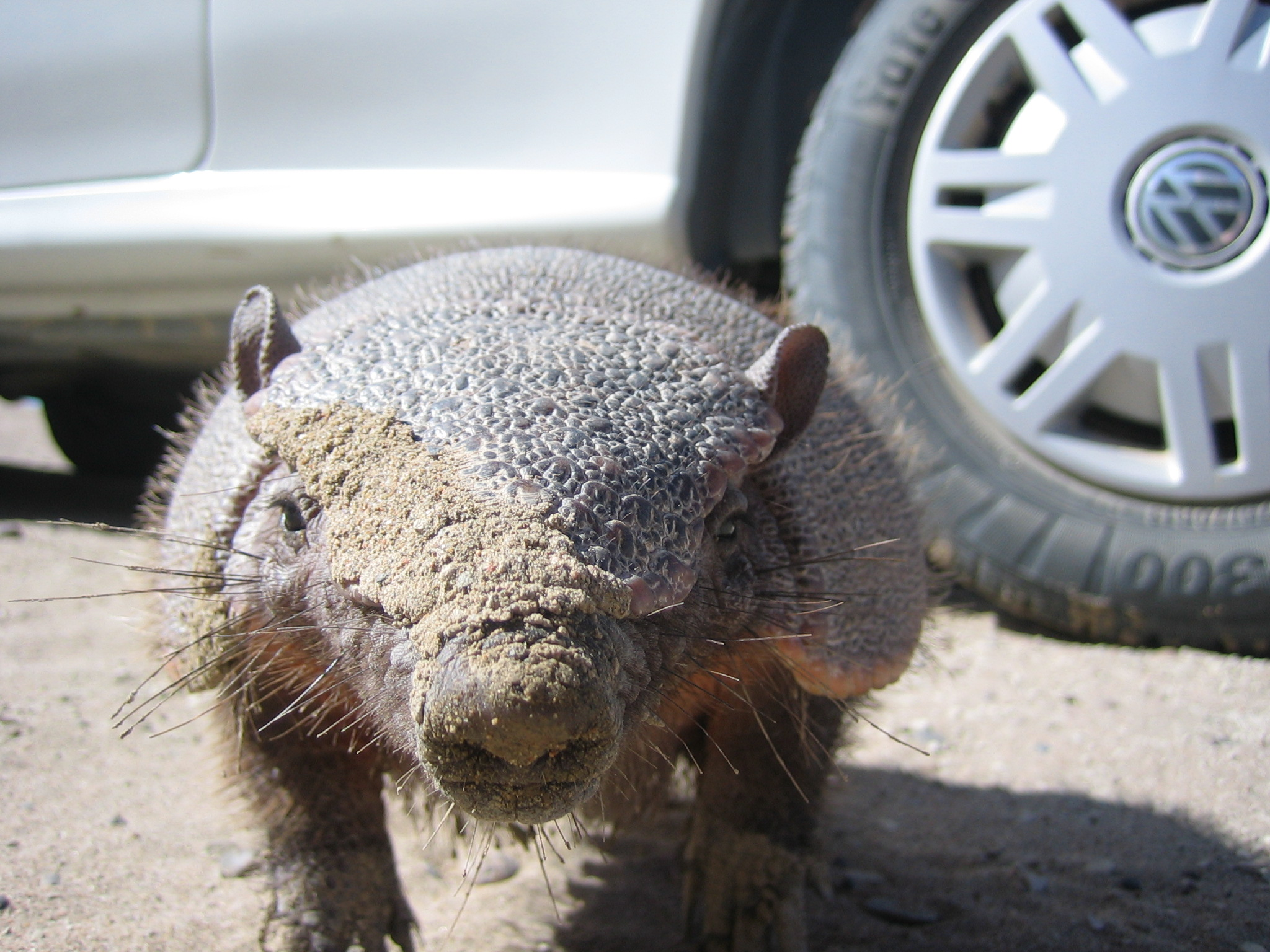
Pichi (zaedyus pichiy).

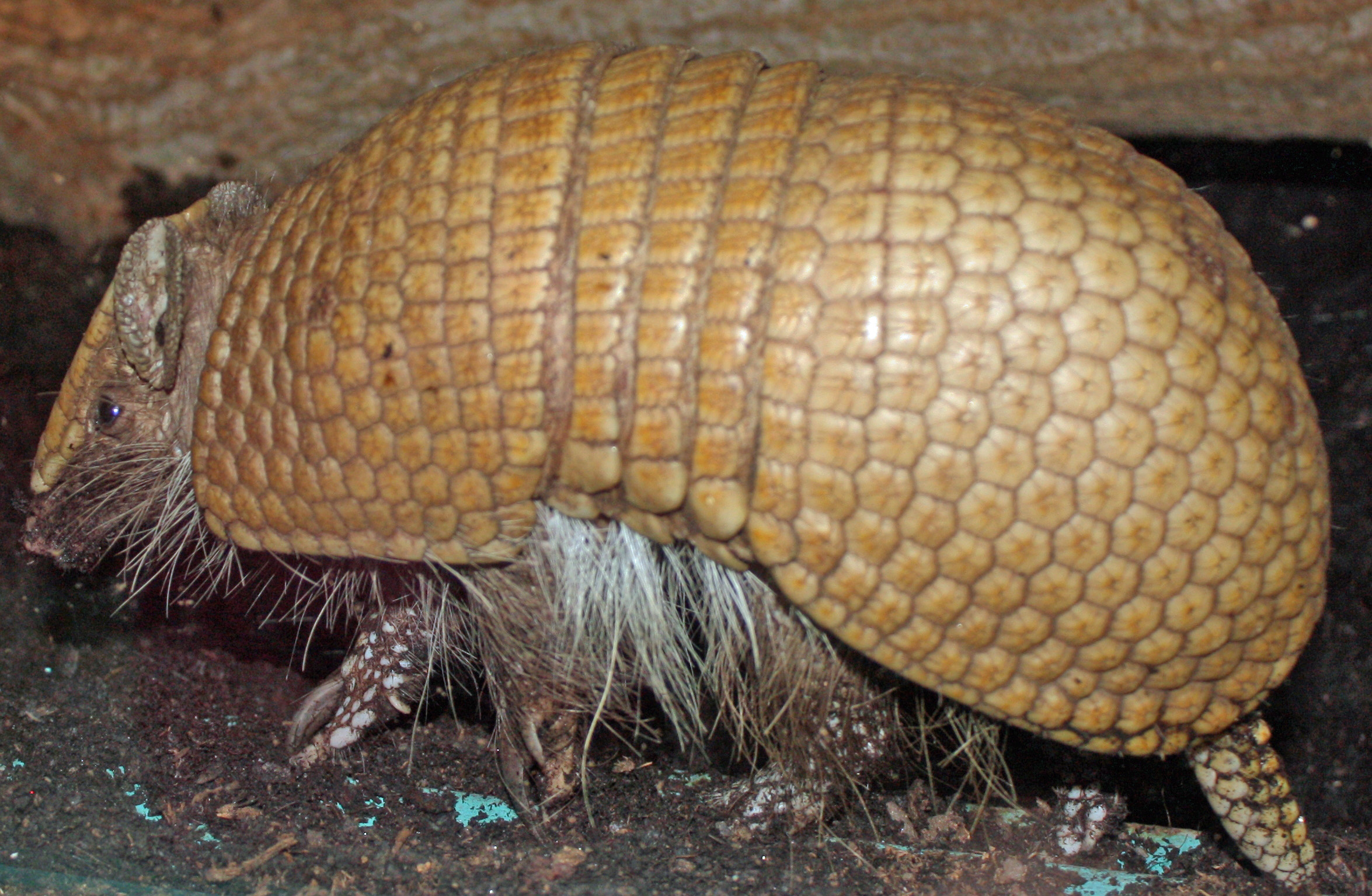
Mataco (tolypeutes matacus).
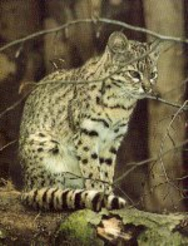
Chat de Geoffroy (gato montés).
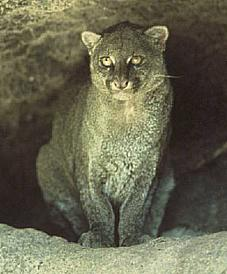
Jaguarondi ou Puma yagouaroundi appelé aussi eyra.

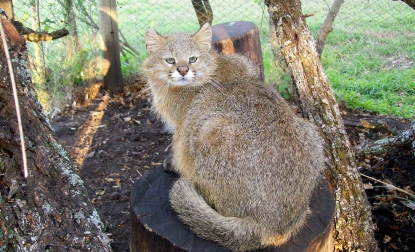
Un Chat des pampas ou Leopardus pajeros.
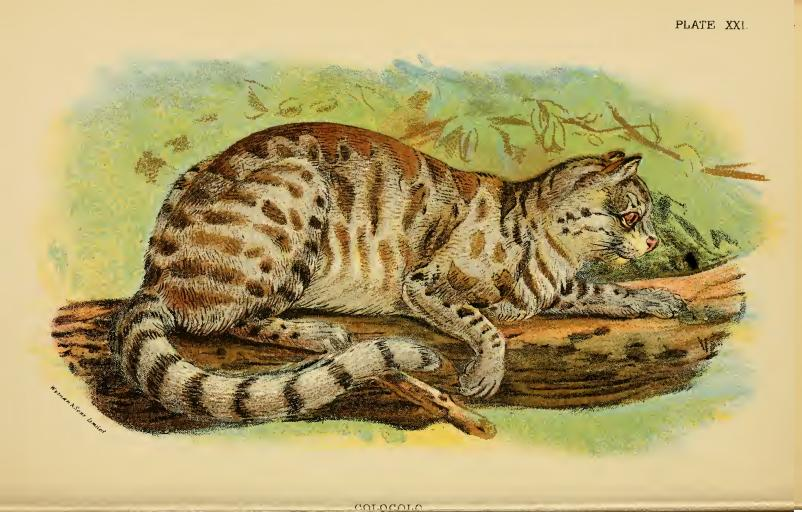
Le colocolo ou Leopardus colocolo est parfois considéré comme une sous-espèce du chat des pampas.

La variété de milieux naturels présents dans la région, entraîne une grande diversité
d'oiseaux aquatiques, représentants tant de la région du Chaco, dont les Cigognes maguari (Ciconia maguari) et Kamichis à collier (Chauna torquata), que de la région pampéenne comme l'Ibis à face nue (Phimosus infuscatus) et le Flamant du Chili (Phoenicopterus chilensis).

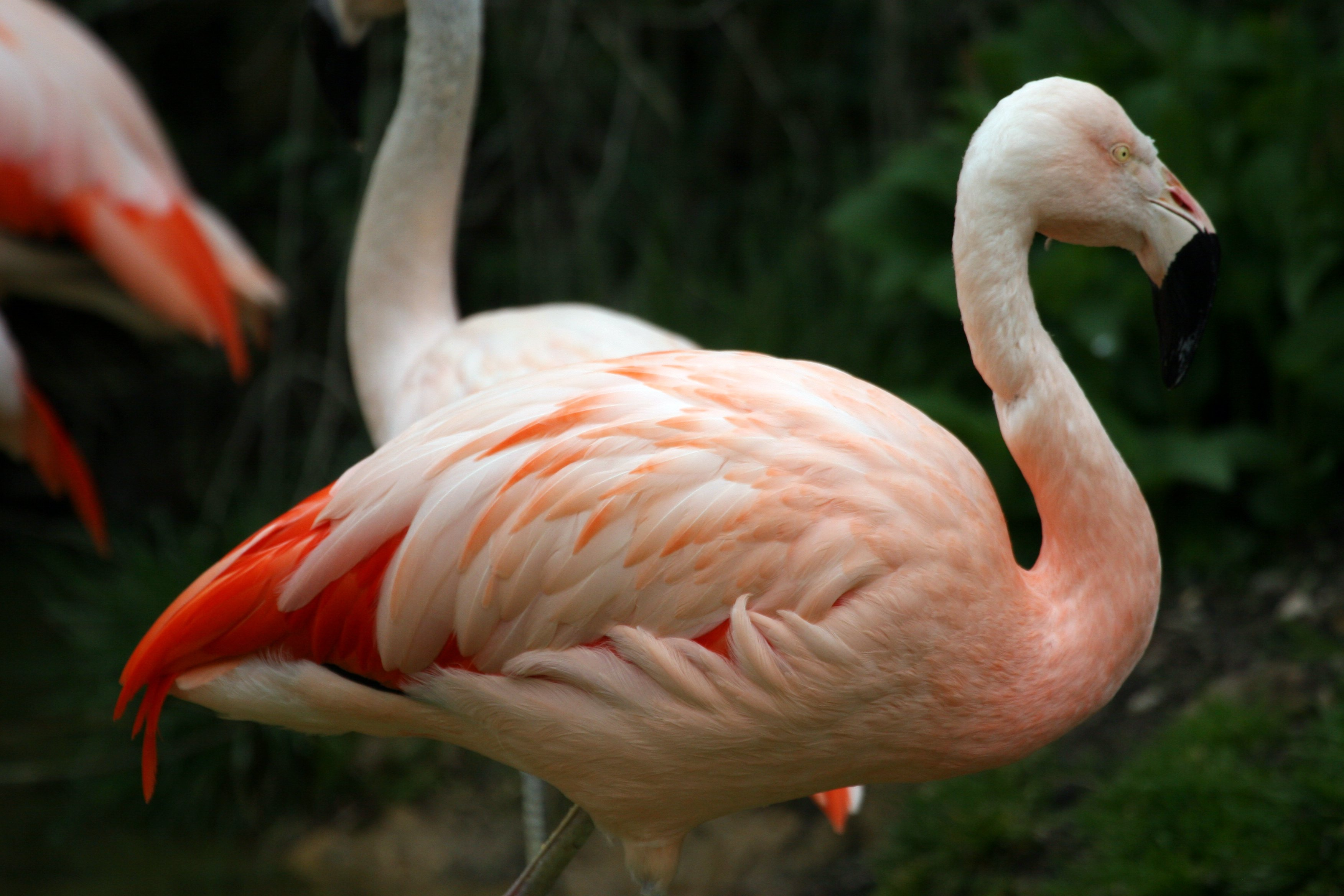
Flamant du Chili.
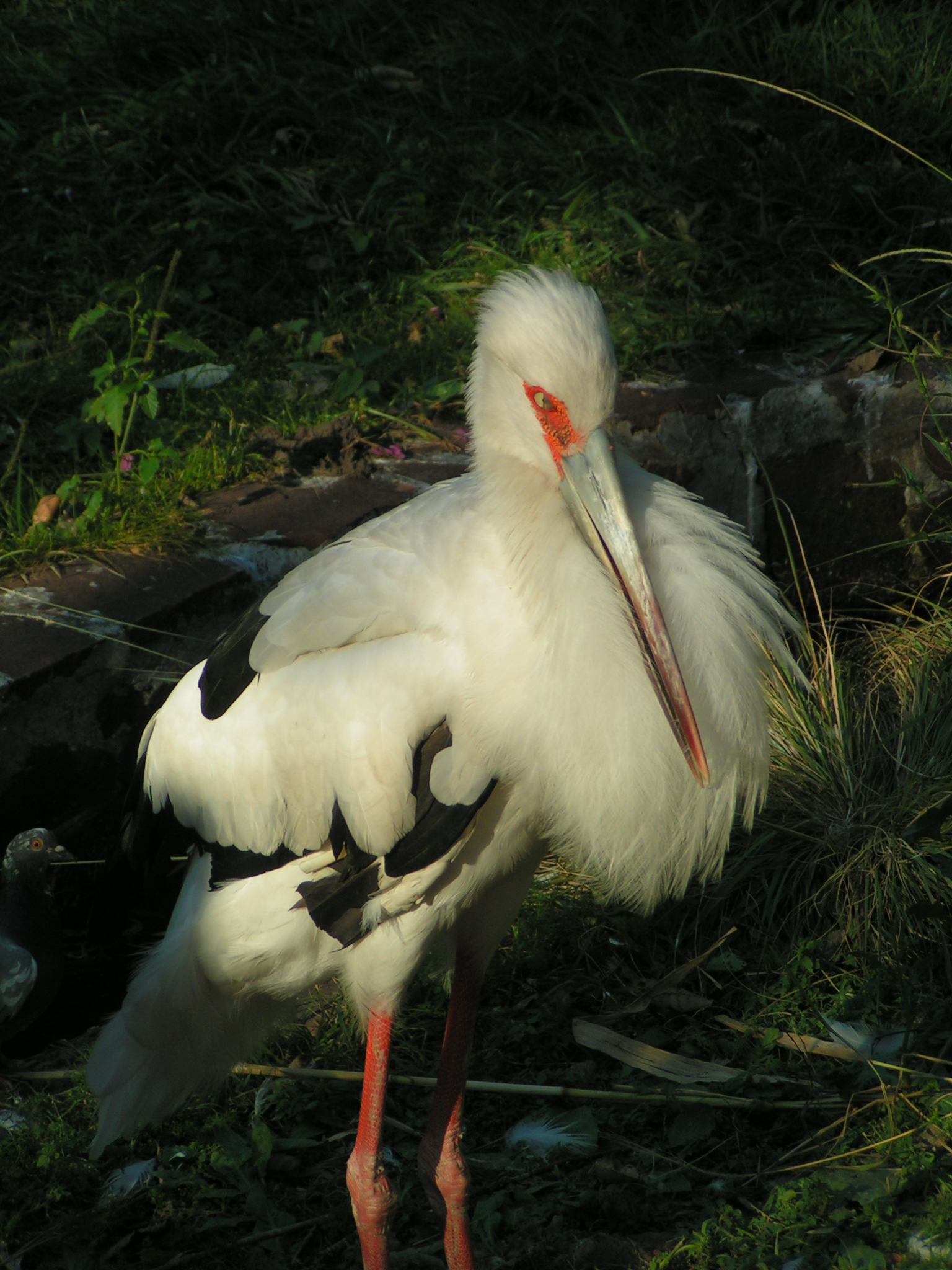
Cigogne maguari ou tuyango.
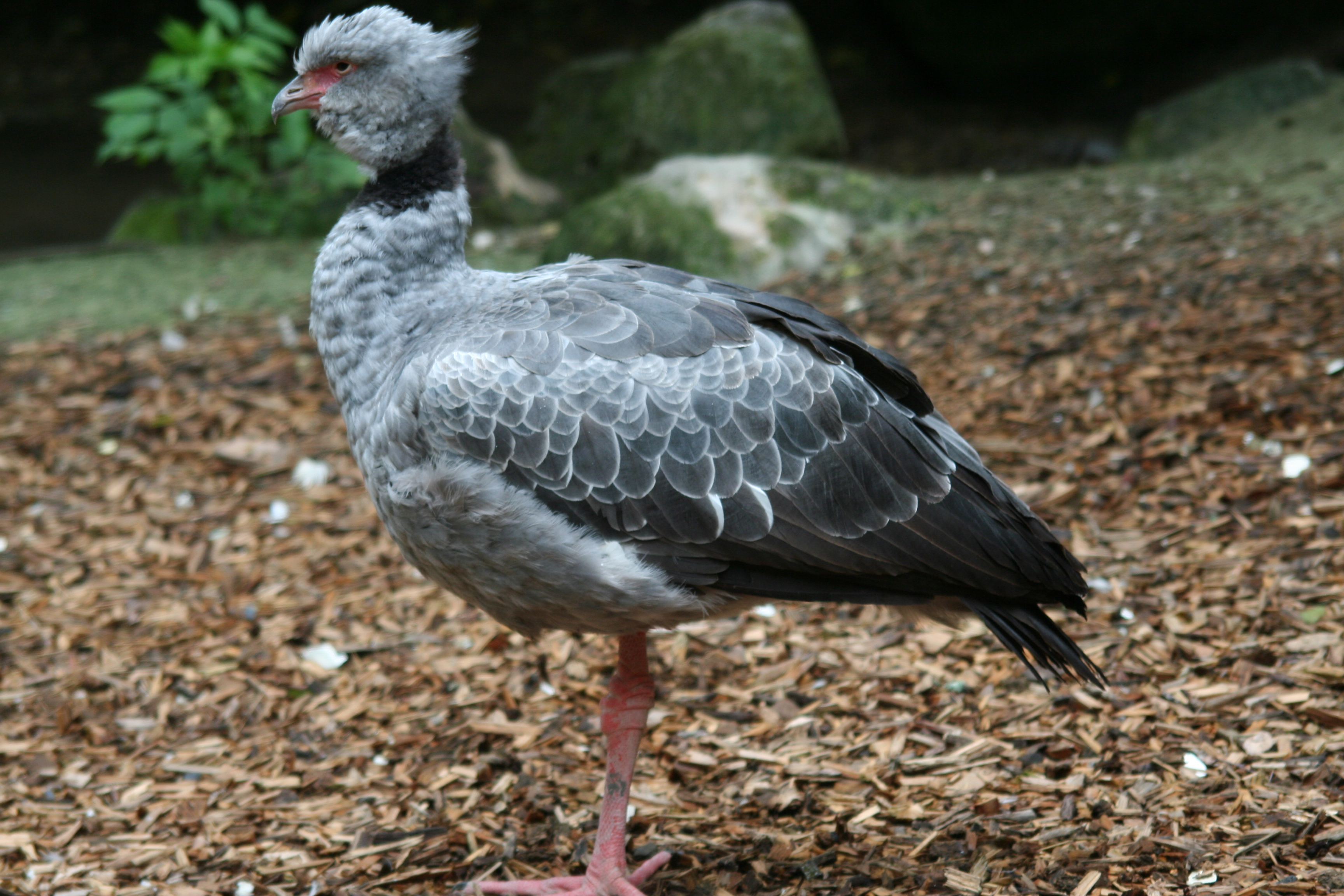
Kamichi à collier (chauna torquata ou chajá).

## Histoire
La région était habitée par les Indiens de la tribu des Huarpes, qui y trouvaient toute leur subsistance. Les lagunes étaient entourées de terre fertile et l'abondance en eau assurait de bonnes récoltes et des produits de la pêche.

## Conservation des lagunes
À l'origine, il y avait dans cette grande zone un total de 25 lagunes ou étangs.
Actuellement, étant donné l'utilisation des eaux du río Mendoza et du río San Juan, les lagunes se sont progressivement desséchées, apparaissant uniquement en période de grand dégel sur les Andes, ce qui augmente fortement le débit des ríos qui les alimentent.
Les Lagunas de Guanacache ont été déclarées site Ramsar le 14 décembre 1999, ce qui peut augurer leur sauvegarde, voire leur restauration .
En 2019, l'équilibre environnemental reste fragile : plusieurs programmes de conservation sont en cours, notamment pour assurer la survie des algues pendant la saison sèche, mais il est difficile de concilier la préservation de l'écosystème et les besoins en eau des éleveurs.